# Plancy-l'Abbaye
Plancy-l'Abbaye is een gemeente in het Franse departement Aube (regio Grand Est). De plaats maakt deel uit van het arrondissement Nogent-sur-Seine. Plancy-l'Abbaye telde op 1 januari 2022 963 inwoners.

## Geografie
De oppervlakte van Plancy-l'Abbaye bedroeg op 1 januari 2022 41,38 vierkante kilometer; de bevolkingsdichtheid was toen 23,3 inwoners per km².
De onderstaande kaart toont de ligging van Plancy-l'Abbaye met de belangrijkste infrastructuur en aangrenzende gemeenten.

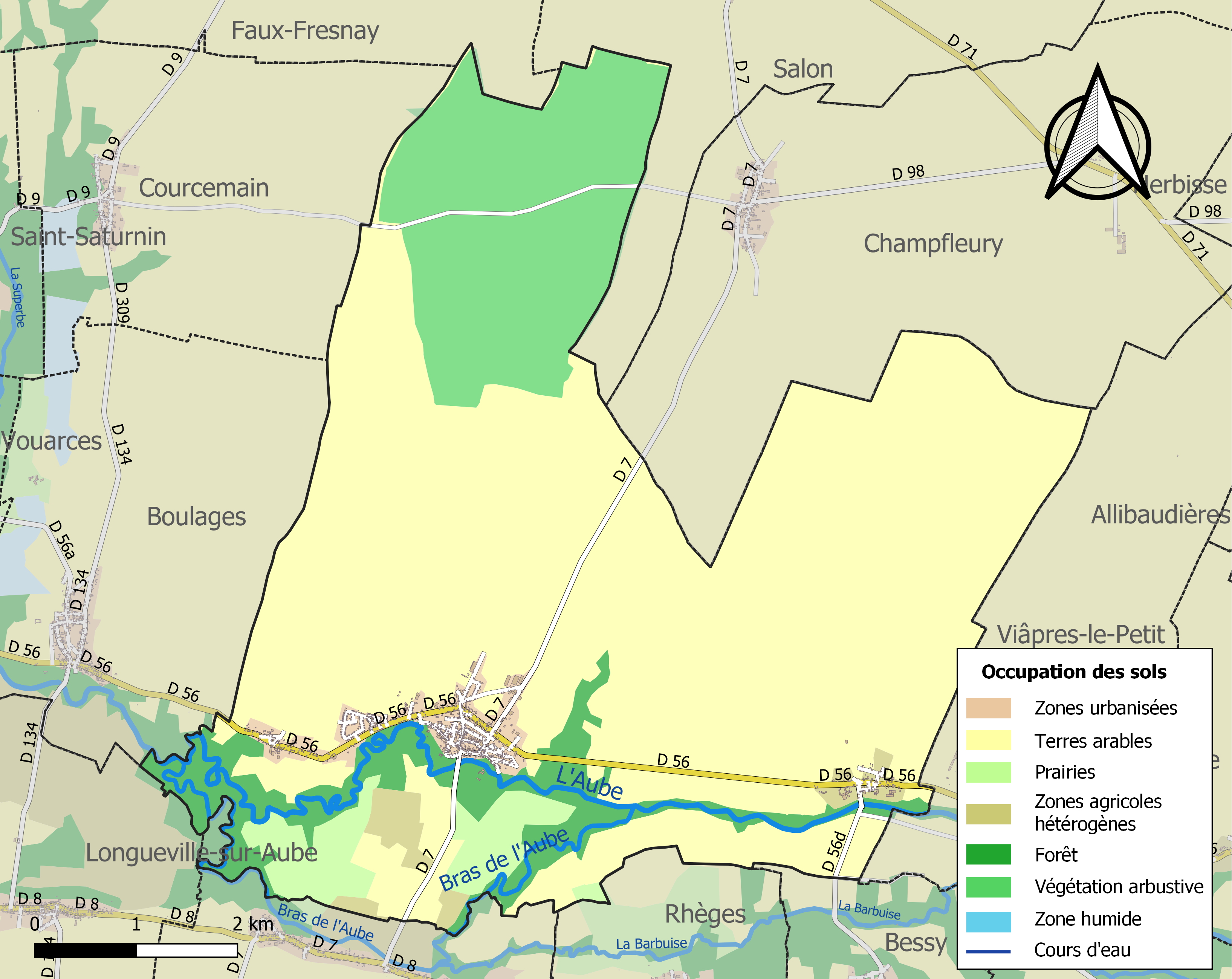

## Demografie
Onderstaande figuur toont het verloop van het inwonertal (bron: INSEE-tellingen).
Vanwege een beveiligingsprobleem met de MediaWiki Graph-software is het momenteel niet mogelijk deze grafiek weer te geven. Zodra de software is bijgewerkt zal de grafiek vanzelf weer zichtbaar worden.